# Miroslav Davidov
Miroslav Davidov (Zrenjanin, 22. decembar 1965) srpski je hirurg.

## Biografija
Osnovnu školu pohađao je u Aradcu. Specijalizaciju iz opšte hirurgije i stalno zaposlenje dobija 1996. godine u Opštoj bolnici „Đorđe Joanović” u Zrenjaninu. Govori engleski jezik, a služi
se nemačkim i slovenačkim jezikom.
Primarijus dr sci. med Miroslav Davidov 2014. godine, odbranio je doktorsku disertaciju sa temom:,,Multimodalna analgezija u prevenciji i terapiji akutnog postoperativnog bola kod laparoskopske holecistektomije"
Doktor Miroslav Davidov živi u Aradcu sa suprugom Marijom, sinovima Dušanom i Ivanom. 

## Medicinsko obrazovanje
- 1984. Srednja medicinska škola Zrenjanin
- 1994. Medicinski fakultet Novi Sad
- 2000. Specijalistički ispit iz opšte hirurgije sa odličnim uspehom
- 2008. Odbrana Magistarske teze: „Uporedna analiza laparoskopske i klasične holecistektomije kod akutne upale žučne kesice” Medicinski fakultet Novi Sad
- 2012. Stekao zvanje primarijusa
- 2014. Odbranio doktorsku tezu sa temom:,,Multimodalna analgezija u prevenciji i terapiji akutnog postoperativnog bola kod laparoskopske holecistektomije"

## Stručno usavršavanje
- Bazični kurs iz laparoskopske hirurgije JUEH (Jugoslovensko udruženje za endoskopsku hirurgiju) 1998. godine u Novom Sadu
- Licenca za samostalno izvođenje laparoskopskih procedura JUEH 2000. godine
- Licenca instruktora laparoskopske hirurgije JUEH 2005. godine
- Kontinuirana edukacija u Kliničkom centru u Ljubljani
- Hirurgija jetre i pankreasa 2002/2004. godine
- Hirurgija želudca 2003. godine
- Laparoskopska hirurgija želudca 2005. godine
- Hirurgija debelog i tankog creva 2006. godine
- Kurs iz laparoskopske i otvorene hirurgije Schnannerberg klinik Tubingen Nemačka 2002. godine
- Hernioplastike ingvinalnih kila sa upotrebom mrežica Milano Italija 2003. godine
- Kurs iz laparoskopske hirurgije postincizionih kila Bonhaiden Belgija 2007. godine
- Obuka upotrebe lasera u proctologiji Witten Nemačka 2016. godine

## Objavljeni radovi u stručnim časopisima i kongresima
- Mini laparotomia i holecistektomia - koautor program i zbornik radova Vrnjačka banja 1997
- Retki uzroci opstrukcije žučnih puteva - koautor program i zbornik radova Vrnjačka banja 1997
- Primarni šav duktusa holedohusa kod opstruktivnog ikterusa - koautor program i zbornik radova Vrnjačka banja 1997
- Uporedna analiza laparoskopske i klasične holecistektomie u akutnoj upali žučne kese; Medicina danas; 2009 br 7-9 autor
- Laparoskopska resekcija kolorektalnog karcinoma- autor; Medicina danas; 2008, br 10-12
- Laparoskopska operacija želudca - autor; Medicina danas; 2008 br10-12
- Resekcija pankreasa -autor; Medicina danas; 2008 br 10-12
- Laparoskopska apendectomia stapler tehnika-autor; Medicina danas; 2008, br 10-12
- Operativno rešavanje opstrukcije debelog creva izazvane kolorektalnim karcinomom-autor; Medicina danas; 2009, br 1-3
- Laparoskopska hernioplastica TAPP-autor; Medicina danas; 2009, br1-3
- Uporedna analiza hernioplastike po Lichtensteinu i Gilbertu-autor; Medicina danas; 2009, br 1-3
- Laparoscopic resection of colorectal carcinom-autor; Endoskopska revija; 2009, vol 14, Slovenia
- Laparoscopic resection of stomach-autor; Endoskopska revija; 2009, vol 14, Slovenia
- Laparoscopic cholecystectomy over the single port SILS-autor; zbornik radova, 2009
- Erly results of laparoscopic resection of gaster-autor; Hepato-Gastroenterology publ.Europe

## Radno iskustvo
- Specijalista opšte hirurgije 2000. godine, Zrenjanin
- Šef laparoskopskog odseka 2001. gododine, Zrenjanin
- Načelnik urgentnog centra 2003 – 2008. godine, Zrenjanin
- Načelnik opšte hirurgije 2008 – 2016. godine, Zrenjanin
- Direktor Opšte bolnice "Sveti Jovan" od 2016. godine, Zrenjanin

## Članstvo u organizacijama
- SLD (Srpsko lekarsko društvo) od 1995
- DLV (Društvo lekara Vojvodine) od 1995
- Član hirurše sekcije SLD od 1996
- Član herniologa Srbije od 2000
- Član društva koloproktologa Srbije 2002
- Član JUEH (Jugoslovensko udruženje za endoskopsku hirurgiju) od 1998
- Član predsedništva hirurške sekcije od 2008
- Član uređivačkog odbora časopisa Medicina danas 2009

## Operativne laparoskopske procedure
- Operacija žučne kese preko 2000 slučajeva procenat konverzije oko 1%
- Operacija žučne kese preko jednog porta SILS
- Operacija slepog creva
- Operacija preponske i ventralne kile
- Operacija hijatus hernije
- Resekcije želudca totalna i parcijalne
- Operacije na želudcu kod gojaznih, resekcione i gastring banding
- Resekcije tankog i debelog creva kod malignih i benignih tumora
- Operacije na slezini
- Laparoskopske exploracije i biopsije

## Operativne otvorene procedure
- Resekcije želudaca totalne i parcijalne
- Resekcije jetre kod cista, tumora primarnih i metastatskih
- Resekcije pankreasa, glave tela i repa
- Resekcije slezine
- Resekcije tankog i debelog creva
- Operacije hemoroida, fistula i fisura
- Operacije tumora dojke
- Operecije hernija ingvinalnih, ventralnih, recidivnih sa upotrebom mrežica
- Operacija pilonidalnog sinusa laserom (Filac)
- Operacija perianalnih fistula laserom (Filac)
- Operacija hemoroida laserom (LHP)

## Nagrade i priznanja
- Zahvalnica DLV (Društvo lekara Vojvodine) za organizaciju hirurških sastanaka
- Zahvalnica hirurške sekcije Srbije SLD (Srpsko lekarsko društvo)
- Ličnost 2017. godine u oblasti medicine po izboru čitalaca lista ZRENJANIN
- Univerzitet u Novom Sadu i Privredna komora Vojvodine, Povelja “Kapetan Miša Anastasijević” za najbolje zdravstvene usluge u regionu